# Línea 116 (EMT Madrid)
La línea 116 de la EMT de Madrid une la Glorieta de Embajadores con el intercambiador de Villaverde Cruce.

## Características

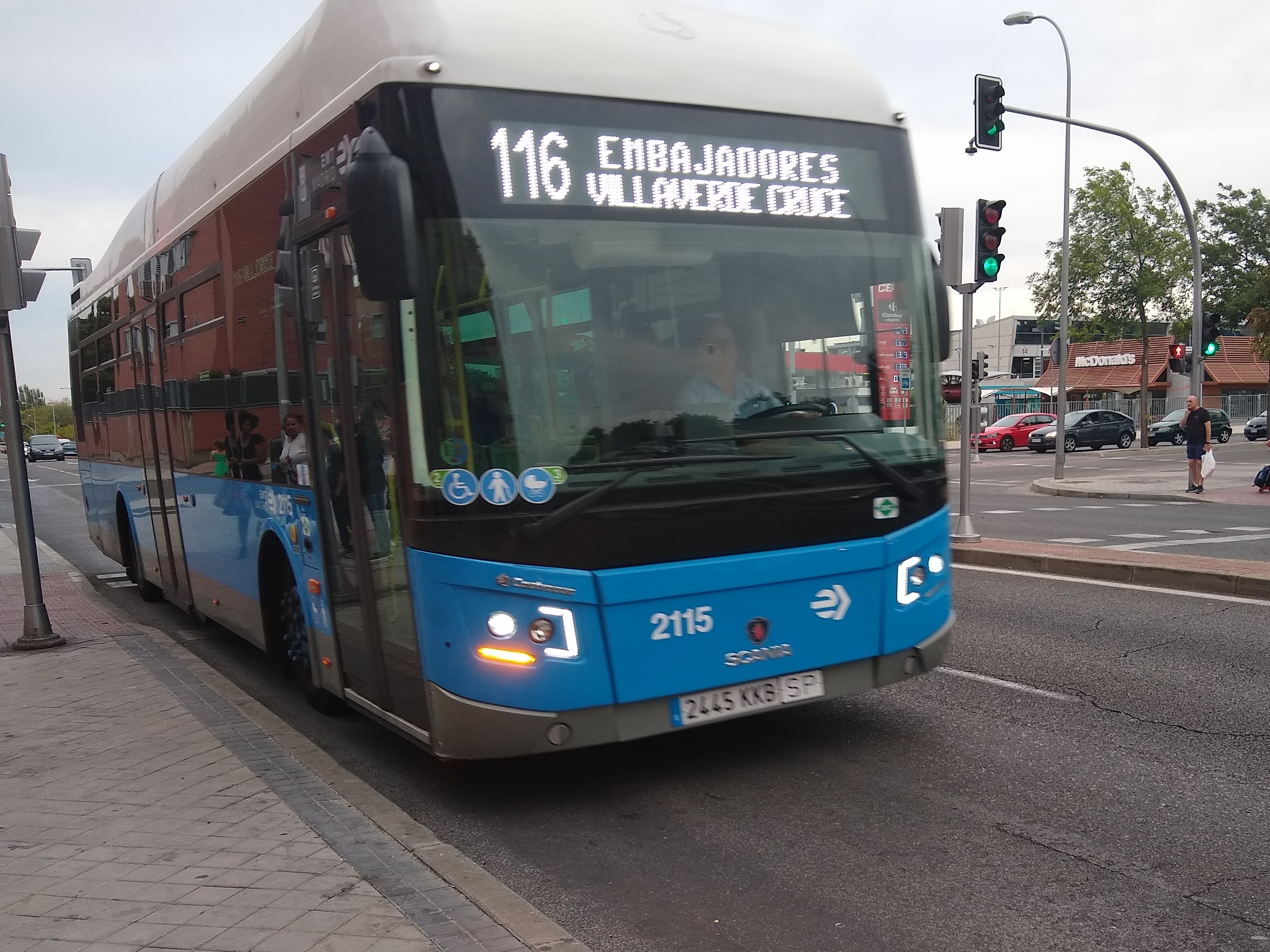
Un bus en la Avenida de los Poblados.

La línea comunica esta glorieta, en los límites del distrito Centro de Madrid con los barrios de Comillas y Opañel (Carabanchel), la Vía Lusitana, el corazón de los barrios de Orcasitas y Orcasur (Usera) y la Ciudad de los Ángeles.
Originalmente, la línea 116 de la EMT realizaba el trayecto Embajadores - Ciudad de los Ángeles, que ha sufrido dos cambios relevantes. En marzo de 2006 dejó de circular por la Avenida Princesa Juana de Austria (N-401) para hacerlo por la Vía Lusitana. A partir de abril de 2007, con la creación del intercambiador multimodal del Cruce de Villaverde (intersección de la Avenida de Andalucía y la Carretera de Villaverde a Vallecas), la cabecera de esta línea, hasta entonces situada en la calle Anoeta, al sur de la Ciudad de los Ángeles, fue desplazada hasta el mismo junto con la de la línea 18 y varias líneas interurbanas.
Es la única línea que presta servicio a la Vía Lusitana y la calle Antonio Leyva (antigua carretera de Toledo). Se trata además de la línea con más paradas de toda la EMT, superando las 40 en ambos sentidos.

### Frecuencias
| Lunes a viernes laborables |           |
| De 6:00 a 8:00             | 10-15 min |
| De 8:00 a 19:00            | 10-13 min |
| De 19:00 a 23:00           | 13-20 min |
| Sábados laborables         |           |
| De 6:00 a 9:00             | 21-31 min |
| De 9:00 a 23:00            | 21-23 min |
| Domingos y festivos        |           |
| De 7:00 a 10:00            | 25-37 min |
| De 10:00 a 17:00           | 27-28 min |
| De 17:00 a 23:00           | 22-27 min |

## Recorrido y paradas

### Sentido Villaverde Cruce
La línea inicia su recorrido en la Glorieta de Embajadores. Desde aquí sale por el paseo de las Acacias, que recorre entero hasta llegar a la Glorieta de las Pirámides, que abandona para cruzar sobre el río Manzanares llegando a la Glorieta del Marqués de Vadillo. Desde esta glorieta sale por la calle Antonio Leyva, que recorre entera hasta desembocar en la Plaza Elíptica, de la que sale por la Vía Lusitana, que recorre hasta la intersección con la Avda. de los Poblados, girando a la izquierda para incorporarse a ésta.
A continuación la línea recorre esta avenida en dirección este hasta entrar en el barrio de Orcasitas por la Avda. de Rafaela Ybarra. Dentro de Orcasitas da servicio a la calle Unidad girando a la izquierda, y al final de esta calle sigue de frente por la Gran Avenida, por la que sale del barrio de Orcasitas y entra en Orcasur por la calle Campotéjar. Dentro de Orcasur, da servicio a la estación de Orcasitas y después a la calle Fernando Ortiz, la Plaza del Pueblo, la Avda. de Orcasur, las calles Dúrcal, Moreja y Salvador Martínez Lozano, saliendo del barrio por la calle Eduardo Barreiros en dirección sur.
Circula por Eduardo Barreiros hasta la intersección con la calle La Corte del Faraón, donde gira a la izquierda para incorporarse a la misma, recorriéndola hasta la intersección con la calle La del Manojo de Rosas, que toma girando a la derecha. Circula por ésta hasta que,al final, continúa por la corta calle Virgen de Los Desamparados. Al final de esta calle, gira a la izquierda por la calle Alcocer, llegando al final de esta calle, abandonando el barrio para llegar al Cruce de Villaverde, donde tiene su cabecera.
| Código | Parada                                   | Común con         | Conexiones con Metro y Cercanías | Otros |
| ------ | ---------------------------------------- | ----------------- | -------------------------------- | ----- |
| 3126   | EMBAJADORES                              | 78 118            | Embajadores                      |       |
| 324    | Acacias                                  | 34 36 62 118 119  | Acacias                          |       |
| 326    | Olmos                                    | 34 36 62 118 119  |                                  |       |
| 4669   | Pirámides Cercanías                      | 34 36 62 118 119  |                                  |       |
| 327    | Pirámides                                | 34 36 62 118 119  | Pirámides                        |       |
| 3127   | Marqués de Vadillo                       | SE832             | Marqués de Vadillo               |       |
| 3129   | Antonio Leyva-Jacinto Verdaguer          |                   |                                  |       |
| 3131   | Antonio Leyva-Miguel Soriano             |                   |                                  |       |
| 5079   | Antonio Leyva-Alejandro Sánchez          |                   |                                  |       |
| 3135   | Plaza Elíptica                           | 55 60             | Plaza Elíptica                   |       |
| 3929   | Intercambiador Plaza Elíptica            | 47 247 E1 SE832   | Plaza Elíptica                   |       |
| 3986   | Vía Lusitana-Braganza                    |                   |                                  |       |
| 3988   | Vía Lusitana-Coímbra                     |                   |                                  |       |
| 3990   | Vía Lusitana-Faro                        | E1                |                                  |       |
| 3992   | Vía Lusitana-Carrero Juan Ramón          |                   |                                  |       |
| 3994   | Consejería Empleo y Mujer                | E1 480            |                                  |       |
| 3181   | Avenida de los Poblados-Vía Lusitana     | 121 131 155       |                                  |       |
| 3180   | Avenida de los Poblados-Cochera EMT      | 121 131 155       |                                  |       |
| 3178   | Tanatorio Sur                            | 121 131 155       |                                  |       |
| 3139   | Avenida de los Poblados-Carretera Toledo | 121 131           |                                  |       |
| 3141   | Avenida de los Poblados-Guetaria         | 121 131           |                                  |       |
| 1963   | Avenida de los Poblados-Rafaela Ybarra   | 6 60 121 131      |                                  |       |
| 1957   | Rafaela Ybarra-Cestona                   | 6 60 78 81 131    |                                  |       |
| 2824   | Unidad                                   | 78 81             |                                  |       |
| 4624   | Gran Avenida-Camino Viejo Villaverde     | 78 81             |                                  |       |
| 2828   | Plaza de la Asociación                   | 78 81             |                                  |       |
| 2830   | Campotéjar-Gran Avenida                  | 78                |                                  |       |
| 2832   | Campotéjar-Fernando Ortiz                | 78                | Orcasitas                        |       |
| 2838   | Avenida Orcasur-Fernando Ortiz           | 78                |                                  |       |
| 5287   | Orcasur-Pza. del Pueblo                  | 78                |                                  |       |
| 4880   | Moreja                                   | 78                |                                  |       |
| 2836   | Eduardo Barreiros-Salvador Martínez      | 78                |                                  |       |
| 2797   | Eduardo Barreiros-Salvador Martínez      | 76                |                                  |       |
| 2799   | Eduardo Barreiros-Centro de Salud        | 76                |                                  |       |
| 2803   | Eduardo Barreiros-Corte del Faraón       | 76                |                                  |       |
| 3596   | Eduardo Barreiros-Corte del Faraón       |                   |                                  |       |
| 3144   | Manojo de Rosas-Corte de Faraón          |                   |                                  |       |
| 3597   | Parque Katiuska                          |                   |                                  |       |
| 3598   | Manojo de Rosas-Bohemios                 |                   |                                  |       |
| 1144   | La del Manojo de Rosas-Doña Francisquita | 18 86             |                                  |       |
| 1145   | La del Manojo de Rosas-Anoeta            | 18 86             |                                  |       |
| 1189   | Virgen de los Desamparados-Totanes       | 18 86             |                                  |       |
| 1787   | Alcocer-Virgen Desamparados              | 18 22 130 432 448 |                                  |       |
| 1789   | Alcocer-Escoriaza                        | 18 22 130 432 448 |                                  |       |
| 3880   | VILLAVERDE CRUCE (Intercambiador)        | 18 23             | Villaverde Bajo Cruce            |       |

### Sentido Embajadores
La línea inicia su recorrido en el intercambiador multimodal del Cruce de Villaverde, desde el cual sale por la calle Alcocer, de la que recorre 100 m para girar a la derecha por la calle Escoriaza, que recorre en su totalidad siguiendo por la calle La Alegría de la Huerta tras cruzarse con la calle Anoeta, adentrándose en la Ciudad de los Ángeles.
Al final de esta calle, gira a la izquierda para tomar la calle Bohemios y poco después a la derecha para incorporarse a la calle de La del Manojo de Rosas. 
A partir de aquí, el recorrido es igual a la ida pero en sentido contrario con algunas excepciones:
- Circula por la calle Santa Escolástica en vez de hacerlo por la calle de La Corte del Faraón.
- Dentro de Orcasur, circula por la calle Graena en vez de por la calle Dúrcal.

| Código | Parada                                   | Común con         | Conexiones con Metro y Cercanías | Otros |
| ------ | ---------------------------------------- | ----------------- | -------------------------------- | ----- |
| 3880   | VILLAVERDE CRUCE (Intercambiador)        | 18 23             | Villaverde Bajo Cruce            |       |
| 1790   | Alcocer-Villaverde Cruce                 | 18 22 130 432 448 |                                  |       |
| 1788   | Alcocer-Virgen Desamparados              | 18 22 130 432 448 |                                  |       |
| 1190   | Virgen de los Desamparados-Totanes       | 18 86             |                                  |       |
| 1146   | Anoeta-Arechavaleta                      | 18 86             |                                  |       |
| 1147   | Alegría de la Huerta-Anoeta              | 18 86             |                                  |       |
| 1148   | Alegría de la Huerta-Bohemios            | 18 86             |                                  |       |
| 3147   | Manojo de Rosas-Bohemios                 |                   |                                  |       |
| 3148   | Parque Katiuska                          |                   |                                  |       |
| 3145   | Manojo de Rosas-Corte de Faraón          |                   |                                  |       |
| 3599   | Eduardo Barreiros-Corte del Faraón       |                   |                                  |       |
| 3640   | Eduardo Barreiros-Alerce                 | 76                |                                  |       |
| 3630   | Eduardo Barreiros-Salvador Martínez      |                   |                                  |       |
| 2840   | Moreja                                   | 78                |                                  |       |
| 2841   | Avenida Orcasur-Graena                   | 78                |                                  |       |
| 2835   | Plaza del Pueblo                         | 78                |                                  |       |
| 2833   | Campotéjar-Fernando Ortiz                | 78                | Orcasitas                        |       |
| 2831   | Campotéjar-Nívar                         | 78                |                                  |       |
| 2829   | Plaza de la Asociación                   | 78 81             |                                  |       |
| 4625   | Gran Avenida-Camino Viejo Villaverde     | 78 81             |                                  |       |
| 2825   | Unidad                                   | 78 81             |                                  |       |
| 2842   | Rafaela Ybarra-Cestona                   | 78 81 131         |                                  |       |
| 3176   | Avenida de los Poblados-Rafaela Ybarra   | 121 131           |                                  |       |
| 3142   | Avenida de los Poblados-Guetaria         | 121 131           |                                  |       |
| 3140   | Avenida de los Poblados-Carretera Toledo | 121 131           |                                  |       |
| 3177   | Tanatorio Sur                            | 121 131 155       |                                  |       |
| 3179   | Avenida de los Poblados-Cochera EMT      | 121 131 155       |                                  |       |
| 5057   | Avenida de los Poblados-Vía Lusitana     | 121 131 155       |                                  |       |
| 3995   | Consejería Empleo y Mujer                | E1                |                                  |       |
| 3993   | Vía Lusitana-Carrero Juan Ramón          |                   |                                  |       |
| 3991   | Vía Lusitana-Faro                        | E1                |                                  |       |
| 3989   | Vía Lusitana-Coímbra                     |                   |                                  |       |
| 3987   | Vía Lusitana-Braganza                    |                   |                                  |       |
| 3903   | Intercambiador Plaza Elíptica            | 47 247 E1 SE832   | Plaza Elíptica                   |       |
| 3136   | Plaza Elíptica                           |                   | Plaza Elíptica                   |       |
| 3134   | Antonio Leyva-Alejandro Sánchez          |                   |                                  |       |
| 3132   | Antonio Leyva-Miguel Soriano             |                   |                                  |       |
| 5080   | Parque Comillas                          |                   |                                  |       |
| 5078   | Antonio Leyva-Jacinto Verdaguer          |                   |                                  |       |
| 3128   | Marqués de Vadillo                       | SE832             | Marqués de Vadillo               |       |
| 328    | Pirámides                                | 34 36 62 118 119  | Pirámides                        |       |
| 380    | Pirámides Cercanías                      | 34 36 62 118 119  |                                  |       |
| 381    | Olmos                                    | 34 36 62 118 119  |                                  |       |
| 325    | Acacias                                  | 34 36 62 118 119  | Acacias                          |       |
| 3126   | EMBAJADORES                              | 78 118            | Embajadores                      |       |

## Galería de imágenes

Mapa zonal de la estación de metro de Embajadores con los recorridos de las líneas de autobuses, entre las que aparece el 116.
Mapa zonal de la estación de metro de Acacias con los recorridos de las líneas de autobuses, entre las que aparece el 116.